# 빌 리터
어거스트 윌리엄 "빌" 리터(영어: August William "Bill" Ritter, 1956년 9월 6일 ~ )는 미국의 정치인으로 2007년부터 2011년까지 콜로라도주의 주지사를 역임하였다. 그는 재임 동안 낮은 지지율을 기록하였고, 재선에 도전하지 않아 4년 만에 존 히켄루퍼로 주지사가 바뀌었다.

## 생애

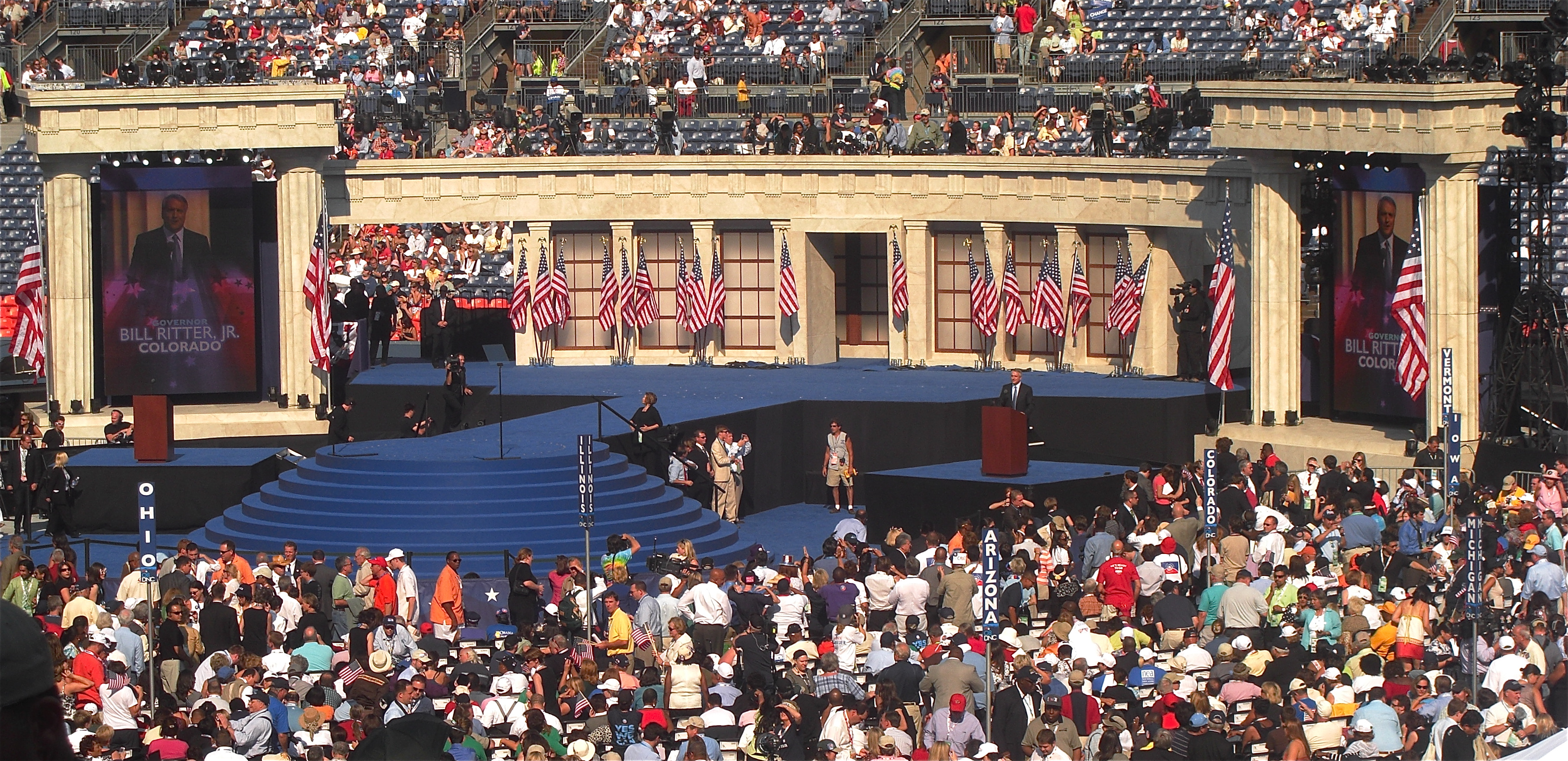
덴버에서 개최된 2008년 민주당 전당대회에서

빌 리터는 1956년 9월 6일에 덴버에서 태어났다. 그는 11남매에서 6째 아들로, 오로라의 농가에서 자라났다. 그는 콜로라도 대학교에서 학사 학위를 딴 후 같은 대학 법학 대학원에서 법무박사 자격을 획득하였다. 이후 그는 덴버 시 소속 변호사로 활동하였다. 1983년에 교사인 지니 리터와 결혼한 그는 1993년에 덴버 시 대표 변호사로 위촉된 후 마약 문제와 도심 내 범죄 문제를 해결하였다.
2006년에 리터는 주지사 선거에 출마하여 상대 후보였던 밥 뷰프레즈를 56%대 41%로 이기고 당선되었다. 2007년 7월 16일에 그를 암살하려는 시도가 있었지만, 암살자가 현장에서 사살되면서 살아 남았다. 주지사직을 맡으면서 그는 60%의 지지율을 기록하였다. 그러나 이후 지지율이 45%로 내려가더니, 2009년에는 41%로 추락하였다. 재선 여론조사에서 그는 상대 후보에게 크게 지는 것으로 나타나자 재선 불출마를 선언하였다. 퇴임 전 카토 연구소는 그의 공직 평점으로 'F 수준'이라고 평하였다. 후임은 같은 당 소속의 존 히켄루퍼가 되었다.
리터는 퇴임 후 2011년 2월부터 콜로라도 대학교에서 신애너지경제센터의 소장을 맡고 있다.

## 정책
리터는 당내에서 중도 진보인사로 분류되었다. 그는 전국적 의료 보험을 지지하였고, 환경 보호 운동을 옹호하였으며, 민주당이 복지 부분에서 좀 더 진보적으로 움직여야 된다고 보았다. 그러나 그는 동성 결혼에 대해서는 명확히 반대하였다. 2006년 주지사 선거에서 이런 합리적 성향으로 인해 유력 주지사 후보였던 당시 덴버 시장 존 히켄루퍼는 리터가 공화당 후보에게 더 득표력이 있을 것으로 판단하고 출마를 접고 지지 선언을 하였다.

## 역대 선거 결과
| 선거명      | 직책명              | 대수 | 정당   | 득표율 | 득표수    | 결과 | 당락                 |
| ----------- | ------------------- | ---- | ------ | ------ | --------- | ---- | -------------------- |
| 2006년 선거 | 콜로라도주의 주지사 | 41대 | 민주당 | 56.99% | 887,986표 | 1위  | 콜로라도 주지사 당선 |